# ホドリゴ・ドゥラード・クーニャ
ホドリゴ・ドゥラード（Rodrigo Dourado）ことホドリゴ・ドゥラード・クーニャ（ポルトガル語: Rodrigo Dourado Cunha、1994年6月17日 - ）は、ブラジルのサッカー選手。ポジションはMF。

## クラブ歴
2012年1月26日に行われたカンピオナート・ガウショの試合で78分にギリェルメ・ノエと交代で出場しSCインテルナシオナルの選手としてデビューした。9月16日にカンピオナート・ブラジレイロ・セリエA初出場。2015年4月16日にコパ・リベルタドーレス初出場。

## 代表歴
2016年6月29日にリオデジャネイロオリンピックに出場するブラジルU-23代表のメンバーに選ばれた。

## タイトル

### クラブ
インテルナシオナル
- カンピオナート・ガウショ: 2012, 2013, 2014, 2015, 2016

### 代表
ブラジルU-17
- 南米U-17選手権: 2011

ブラジルU-23
- オリンピック: 2016